# Itiatio
Itiatio är en ort i Mexiko.   Den ligger i kommunen Cochoapa el Grande och delstaten Guerrero, i den sydöstra delen av landet, 280 km söder om huvudstaden Mexico City. Itiatio ligger 1 059 meter över havet och antalet invånare är 144.
Terrängen runt Itiatio är huvudsakligen kuperad, men österut är den bergig. Runt Itiatio är det ganska glesbefolkat, med 27 invånare per kvadratkilometer. Närmaste större samhälle är Terrero Venado, 6,1 km söder om Itiatio. I omgivningarna runt Itiatio växer huvudsakligen savannskog.